# دور از اجتماع خشمگین (فیلم ۱۹۶۷)
«دور از اجتماع خشمگین» (انگلیسی: Far from the Madding Crowd (1967 film)) یک فیلم به کارگردانی جان شلزینجر است که در سال ۱۹۶۸ منتشر شد. از بازیگران آن می‌توان به جولی کریستی، ترنس استامپ، پیتر فینچ، آلن بیتس، و فردی جونز اشاره کرد.